# Francisco Moreno Allué
Francisco Javier Moreno Allué, nacido el 10 de abril de 1989 en Sabiñánigo, Huesca, es un ciclista español. 
En 2012 debutó como profesional en las filas del equipo Androni Giocattoli-Venezuela tras haber logrado la Copa de España (prueba amateur) en 2011. Para 2013 fichó por el conjunto Caja Rural.
Su mejor actuación como profesional ha sido la quinta plaza obtenida en el Campeonato de España de Ciclismo en Ruta de 2012, disputado en Salamanca, carrera en la que se impuso Fran Ventoso.
En 2014 fichó por el equipo portugués Louletano-Dunas Douradas. El 9 de diciembre de 2014 anunció su retirada del ciclismo tras tres temporadas como profesional y con 25 años de edad.

## Palmarés
No ha conseguido victorias como profesional.